# Afro-americanos
Afro-americano, afro-estadunidense ou africano-americano são designações para os cidadãos dos Estados Unidos descendentes de africanos ocidentais e subsaarianos. Estas designações só começaram a ser utilizadas nos anos 80, quando o movimento da consciência negra passou a adotar uma política de união de toda a diáspora africana.
Outra designação considerada politicamente correta é a da cor negra (em inglês, black). Já o termo nigger era o termo usado antes dos anos 60, com uma conotação pejorativa.
No censo de 2010, quase 40 milhões de americanos declararam ser negros, afro-americanos ou negros hispânicos.

## História
A maioria dos afro-americanos são descendentes de escravos que foram trazidos da África para a América do Norte e o Caribe entre 1609 e 1807, durante o tráfico negreiro, a maioria dos quais chegou no século XVIII. A maior parte era oriunda da África Ocidental e da África Central. Uma minoria é de origem recente, sendo imigrantes da África, do Caribe, da América Central e da América do Sul.
O primeiro registro da presença de africanos na América Britânica remete ao ano de 1619, sob a condição de trabalhadores não remunerados em Jamestown (Virgínia). Como muitos colonos ingleses estavam morrendo devido às condições adversas a que eram submetidos, aumentou gradualmente a importação de trabalhadores africanos. Por muitos anos, os africanos ficaram numa posição legalmente similar a dos colonos ingleses pobres, pois muitos colonos ingleses tinham que trabalhar de graça em troca da passagem para a América. Os africanos criavam famílias, casavam-se com outros africanos e às vezes se mesclavam com índios e ingleses. Uma concepção racial da escravidão só se desenvolveu completamente no século XVIII. Por volta de 1775, os africanos perfaziam 20% da população das Treze Colônias, fazendo deles o segundo maior grupo étnico, depois dos ingleses. Por volta de 1860, havia 3,5 milhões de escravos nos Estados Unidos e 500 000 afro-americanos livres. Em 1863, durante a Guerra Civil Americana, o então presidente Abraham Lincoln assinou a Proclamação da Emancipação, que declarava que todos os escravos estariam livres.

## O racismo

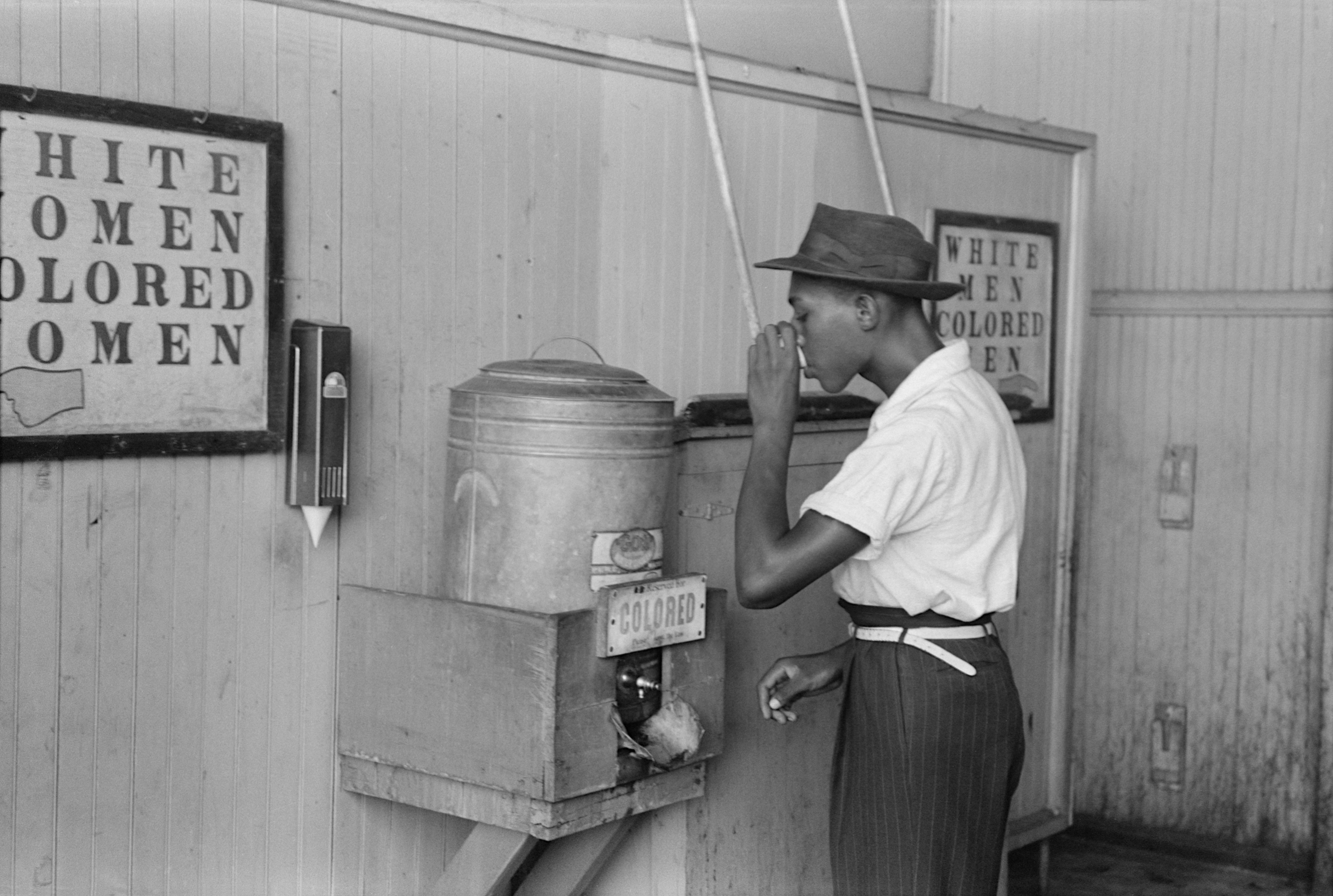
Um homem negro bebendo água em um bebedouro reservado para "pessoas de cor" (em inglês: Colored) ao lado de um bebedouro separado para brancos durante as Leis Jim Crow, um período na história americana, que similar ao apartheid sul-africano, legalmente segregou racialmente negros de brancos, foto tirada na Cidade de Oklahoma, 1939.

Os afro-americanos criaram congregações para eles, como escolas, comunidades e associações civis, para que tivessem um espaço próprio para escapar do controle e da fiscalização dos brancos. Após a Guerra Civil, houve um período de progresso para os afro-americanos, porém nos anos 1890 os estados do Sul promulgaram as Leis Jim Crow para reforçar a segregação racial. Na última década do século XIX, leis discriminatórias e a violência racial começaram a pulular nos Estados Unidos. Tais atos discriminatórios incluíam a segregação racial, com lugares reservados apenas para frequentadores brancos e outros apenas para negros, supressão de voto e de outros direitos de modo geral, negação de oportunidades econômicas ou de recursos no âmbito nacional, e os atos de violência privada e de violência racial foram ignorados ou até mesmo incentivados pelas autoridades governamentais. O período foi marcado pela intolerância e pela organização de grupos como o Ku Klux Klan. A partir da década de 1940, os afro-americanos se organizaram para lutar por seus direitos, surgindo aí figuras importantes como Martin Luther King Jr. A discriminação racial por lei só foi abolida definitivamente em 1965, por meio do "Voting Rights Act" que proibiu a supressão do voto dos negros.

## Quem é afro-americano?

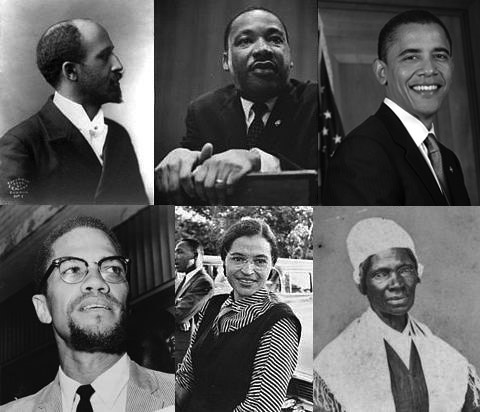
Várias figuras públicas afro-estadunidenses

Com o advento das leis discriminatórias, foi necessário definir quem era negro nos Estados Unidos. Foi aplicada a "One-drop rule" ("regra de uma gota") que dizia que qualquer pessoa com qualquer tipo de ancestralidade africana, mesmo que muito pequena, fosse considerada negra. O estado do Tennessee adotou a "regra de uma gota" em 1910, seguido pela Louisiana. Depois Texas e Arkansas em 1911, Mississippi em 1917, Carolina do Norte em 1923, Virgínia em 1924, Alabama e Geórgia em 1927, Oklahoma em 1931. Antes disso, os mestiços eram tratados como um grupo legalmente diferente dos negros. Muitos mestiços que "pareciam brancos" foram legalmente absorvidos pela população branca. Na Virgínia, a lei definia que um "mulato" era uma pessoa que tinha pelo menos um quarto de sangue africano (equivalente a um avô). Mas em 1924 esse conceito já havia sido derrubado, pois uma pessoa com qualquer ascendência africana era tida como negra. Dessa forma, americanos, mesmo que não tivessem traços africanos evidentes, passaram a ser considerados negros, como por exemplo a atriz Lena Horne. Para evitar ser vítimas de discriminação, algumas pessoas que não tinham traços negros evidentes, mas que tinham ascendência africana, passaram a esconder suas origens. É o fenômeno denominado como "passing" ("passando"), pelo qual alguns americanos conseguiram esconder suas origens e foram assimilados pela população branca. Por exemplo, o cartunista George Herriman era de uma família creole da Luisiana e seus pais foram classificados como "mulatos" no censo de 1880. Porém, como negros não eram aceitos em seu meio profissional, ele inventou que tinha ascendência grega para justificar a sua aparência e conseguiu "passar" a vida inteira como "branco". Outros americanos de aparência branca, porém, assumiam com orgulho uma identidade negra. Por exemplo, Walter Francis White, que era loiro de olhos azuis, mas tinha alguma ascendência africana, tornou-se um ativista pelos direitos civis dos afro-americanos e se considerava "negro".
O presidente dos Estados Unidos, Barack Obama, é filho de pai africano e de mãe branca, mas se considera negro. A cantora Mariah Carey, que é filha de mãe branca de origem irlandesa e de pai afro-venezuelano declarou: "Neste país (Estados Unidos) eu sou negra". Porém, as visões raciais dos americanos têm mudado nos últimos anos e se distanciando da concepção do "one drop rule". Em uma pesquisa de 2006, após ser dito que o pai de Obama era negro e a mãe branca, foi perguntado a afro-americanos, brancos e hispânicos sobre em qual raça eles julgavam que o então Senador Barack Obama se encaixava. 66% dos afro-americanos disseram que Obama é negro, enquanto apenas 9% dos hispânicos e 8% dos brancos deram a mesma resposta. 61% dos hispânicos e 55% dos brancos disseram que Obama é "birracial". A mesma pergunta foi feita sobre o jogador de golfe Tiger Woods, cuja mãe é tailandesa e o pai descendente de negros, índios e brancos. 42% dos afro-americanos disseram que Woods é negro, contra 9% dos hispânicos e 7% dos brancos. 40% dos afro-americanos, 39% dos hispânicos e 27% dos brancos disseram que ele é "birracial" e 55% dos brancos, 49% dos hispânicos e 18% dos afro-americanos disseram que ele é "multirracial". O próprio Woods se identifica como "cablinasian" (uma combinação das palavras branco, negro, índio e asiático).
Nos últimos anos o número de americanos que se identificam como "mestiços" ou com uma ancestralidade mista tem aumentado. Isso foi refletido no censo americano. Em 2000, pela primeira vez os americanos puderam escolher mais de uma "raça" com a qual se identificavam. Para o século XXI estima-se que as uniões entre pessoas de "raças" diferentes vão crescer, e isso já tem refletido na própria percepção racial dos americanos.
Atualmente, a maioria dos americanos se mostram favoráveis a união entre pessoas de "raças" diferentes. De acordo com uma pesquisa, mais de 50% dos americanos disseram que já namoraram uma pessoa de uma "raça" diferente da sua. A taxa é menor entre os brancos, principalmente pelo fato de grande parte deles habitarem lugares onde a maioria da população é branca. Porém, quando mudam para áreas com população mais diversa, as taxas aumentam. 17% dos adolescentes brancos em idade escolar namoraram uma pessoa negra, 33% namoraram um hispânico e 15% um asiático. Cerca de 38% dos afro-americanos já namoraram algum hispânico e 10% um asiático. Cerca de 80% dos brancos disseram que não teriam problemas em namorar uma pessoa de uma "raça" diferente da sua. Quanto mais jovem é o americano, mais aberto a relações inter-raciais ele é. Atualmente, 65% dos americanos nascidos antes de 1946 dizem aceitar namoro entre brancos e negros. Entre os baby boomers, 84% apoiam namoro inter-racial. Para os nascidos entre 1965-1976, 87% aceitam a prática. A resistência era maior entre os brancos: de 1987 a 1988, apenas 44% dos brancos disseram que aceitavam relações inter-raciais, enquanto atualmente a taxa dobrou e mais de 80% dos brancos dizem que aceitam. Durante a década de 1980, cerca de 74% dos afro-americanos concordavam com o namoro inter-racial. Atualmente, 97% dos afro-americanos concordam. A entrada maciça de imigrantes de diversas origens nos Estados Unidos têm mudado a mentalidade da sociedade americana e as linhas raciais têm ficado menos evidentes. Porém, ainda há barreiras. Na Carolina do Sul, uma universidade proibia os namoros inter-raciais até o ano de 2000. Em 2001, 40% dos eleitores do Alabama foram contra a retirada da proibição de casamentos inter-raciais que ainda estava escrita na constituição estadual.

## Religião

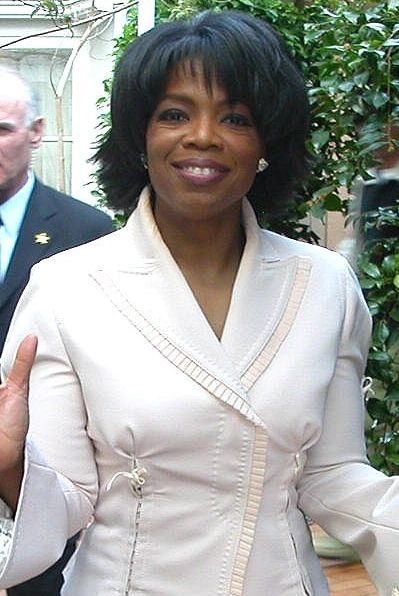
A apresentadora Oprah Winfrey foi, por muitos anos, a única mulher negra bilionária do mundo. Alguns a consideram ser a mulher mais influente do mundo.

A maioria dos afro-americanos são protestantes. De acordo com uma pesquisa de 2007, mais da metade dos afro-americanos são parte das denominadas "igrejas negras", que são igrejas históricas onde a maioria dos frequentadores é negra. Cerca de 5% são católicos.

## Estudo genético
Com base numa pesquisa genética, a ancestralidade dos afro-americanos foi assim descrita:
- 58% dos afro-americanos têm ao menos 12,5% de ancestralidade europeia (equivalente a um bisavô);
- 19,6% dos afro-americanos têm ao menos 25% de ancestralidade europeia (equivalente a um avô);
- 1% dos afro-americanos têm ao menos 50% de ancestralidade europeia (equivalente a um pai); e
- 5% dos afro-americanos têm ao menos 12,5% de ancestralidade indígena (equivalente a um bisavô).[27]

O estudo genético mais expressivo feito na população afro-americana analisou o cromossomo sexual Y (presente apenas em homens), que é passado de geração em geração, de pai para filho. Também foi analisado o DNA mitocondrial, passado de mãe para filho ou filha. O cromossomo Y e o DNA mitocondrial fornecem informações complementares, permitindo traçar patrilinhagens e matrilinhagens que alcançam dezenas de gerações no passado, podendo assim reconstruir a história genética de um povo.
O estudo apontou que, majoritariamente, os negros americanos possuem 80% de sua ancestralidade africana subsaariana. Os outros 20% são, majoritariamente, oriundos de mistura com europeus e um pouco com indígenas.
A pesquisa genética incluiu afro-americanos famosos: a apresentadora Oprah Winfrey foi submetida à análise e descobriu que sua ancestralidade é 89% africana, 8% ameríndia, 3% asiática e 0% europeia. O estudo ainda apontou que Oprah é descendente de escravos trazidos do que hoje seriam Libéria e Zâmbia.

## Demografia
Em 1790, os afro-americanos eram 700 000 pessoas—cerca de 19% da população norte-americana. Em 1860, já eram 4,4 milhões—cerca de 14%. Em 1900, alcançou a cifra de 8,8 milhões.
Em 1910, cerca de 90% dos afro-americanos viviam no Sul dos Estados Unidos, porém um grande número de pessoas passou a migrar para o norte mais desenvolvido. A Grande Migração, como ficou chamada, durou da década de 1890 à década de 1970. Entre 1916 e 1960, 6 milhões de negros migraram para o norte.
Por volta de 1990, a população afro-americana alcançou 30 milhões de pessoas, representando 12% da população americana. Atualmente, segundo fontes de 2005, há 39,9 milhões de afro-americanos, representando 13,8% da população estadunidense. No censo de 2000, 54,8% dos negros americanos viviam no Sul dos Estados Unidos, 17,6% no Nordeste, 18,7% no Centro-Oeste e apenas 8,9% no Oeste. Cerca de 88% dos afrodescendentes viviam nas regiões metropolitanas em 2000.
A cidade de Nova Iorque tem a maior população negra do país, com 2 milhões de pessoas, o que representa cerca de 20% de sua população total.
Os Estados Unidos, ao lado do Brasil, tem uma das maiores populações negras fora da África.
Em 2024 segundo dados do governo americano, os pretos eram 14.4% da população, somando 47.5 milhões, já os afro-americanos sem mistura com outros grupos étnicos eram 12.7% ou 42,5 milhões de habitantes. Os Estados Unidos tem a maior população preta fora do continente africano.